# Collection de sculptures du palais des Beaux-Arts de Lille
La collection de sculpture du palais des Beaux-Arts de Lille comprend plus de 450 sculptures datant du XIIIe au XXe siècle. Cette liste présente les principales pièces par auteur, ordonnées par ordre chronologique.

## XIIesiècle
- Vieillard de l'apocalypse, Saint-Omer, ivoire de morse (vers 1100)
- Tête de sainte femme voilée, France du Nord, calcaire (vers 1170)

## XIVesiècle
- Vierge allaitant l'enfant, Maître des Madones mosanes (entre 1330 et 1350)

## XVesiècle
- Le Repas chez Simon, Angleterre, albâtre polychrome rehaussé d'or (XVe siècle)
- Pâmoison de la Vierge, Bruxelles, bois de noyer polychrome (vers 1470-1480)
- Le Festin d'Hérode, Donatello (vers 1435)
- Epitaphe de Guillaume Du Fay, Alart Génois de Tournai, pierre de Tournai (1470-1474)
- Vierge à l'enfant, Lille, calcaire polychrome et doré (fin du XVe siècle)
- Retable de Saint-Georges, Tyrol du Sud, pin polychrome (vers 1480-1490)

## XVIesiècle
- La Résurrection du Christ, Angleterre, albâtre polychrome rehaussé d'or (vers 1500)
- Sainte couronnée, Maître du couronnement de la Vierge de Kirscheim, tilleul polychrome (vers 1500-1510)
- Bourreau du portement de croix, Maître d'Elsloo (vers 1520)
- Les Hommes sauvés de la gueule du Léviathan, Anciens Pays-Bas du Sud, chêne
- Saint Adrien, Anciens Pays-Bas, bois
- Sainte Anne trinitaire, Tyrol du Sud, tilleul

## XVIIIesiècle
- L'Amitié, Louis Boizot, marbre (1789)
- Le Repos de Bélisaire aveugle, Antoine-Denis Chaudet, groupe en plâtre
- Portrait de Thomas-François-Joseph Gombert, Charles-Louis Corbet, buste en terre cuite (1782)
- Le Fèvre de Caumartin, Jean-Antoine Houdon, buste en plâtre bronze (1779)
- Portrait de Charles De Wailly, Augustin Pajou, buste en plâtre (1789)

## XIXesiècle
- Monument de la défense de Saint-Quentin, Louis-Ernest Barrias, plâtre (1881)
- Le Lion de Belfort, Auguste Bartholdi, plâtre (1872)
- Henri IV enfant, François-Joseph Bosio, bronze argenté (après 1822)
- Tête de femme riant, Antoine Bourdelle, masque de terre cuite vernissé (1888)
- Corps d'un spartiate tué, rapporté à sa mère, Edgar Boutry, haut-relief en plâtre surpeint (1885)
- Dante, Edgar Boutry, buste en marbre (1891)
- Ulysse, Théophile Bra, plâtre (1822)
- Charles X en costume de sacre, Théophile Bra, buste en marbre (1825)
- Antoine Scrive-Labbé, Théophile Bra, buste en marbre (1847)
- Floris Descat, Théophile Bra, buste en marbre (1850)
- Le Pisan, Carolus-Duran, bronze (1874)
- La Princesse Mathilde, Jean-Baptiste Carpeaux, plâtre surpeint (vers 1862)
- Le Prince impérial et son chien Néro, Jean-Baptiste Carpeaux, plâtre peint (1866)
- Frédéric Kuhlmann, Albert-Ernest Carrier-Belleuse, buste en marbre (vers 1868-1870)
- La Vérité, Jules Cavelier, plâtre (1843-1847)
- Louise Claudel, Camille Claudel, buste en terre cuite
- Giganti ou La tête de brigand, Camille Claudel, tête en bronze
- Buste de Napoléon Bonaparte, Charles-Louis Corbet, bronze
- Le Héraut d'armes, Alphonse-Amédée Cordonnier, bronze (vers 1890)
- Ganymède, Jean-Pierre Cortot, marbre (vers 1811-1814)
- Faucheur au repos, Albert Darcq, plâtre
- Les bienfaits de l’imprimerie en Europe, en Amérique, en Asie, en Afrique, Pierre Jean David, bas-relief en terre cuite (1839-1840)
- La France, Pierre Jean David, bas-relief en plâtre (vers 1822)
- Amphitrite, Eugène Déplechin, marbre (1893)
- Parque, Félix Desruelles, bronze
- Damalis, Antoine Etex (1838)
- La Révolution triomphante, Alexandre Falguière, plâtre patiné (1893)
- Cincinnatus, Denis Foyatier, plâtre (1834)
- Spartacus brisant ses liens, Denis Foyatier, bronze (1847)
- Chevalier errant, Emmanuel Frémiet, statue équestre en plâtre (1878)
- Cléopatre, Charles Gauthier, plâtre patiné ocre (1880)
- Vittoria Colonna, Maurice David de Gheest, marbre (1889)
- Persuasion, Cyprien Godebski, bronze (1885)
- Narcisse, Ernest-Eugène Hiolle, plâtre (vers 1867-1868)
- Hébé, Victor Huguenin, marbre (1849)
- L’Amour piqué, Jean-Antoine-Marie Idrac, bronze (1876)
- Marie-Madeleine agenouillée, Georges Lacombe, acajou (1897)
- Héros Mourant, René Leleu, bronze
- Clelia, jeune romaine, Hector Lemaire, marbre (1869)
- Napoléon Ier, protecteur de l'Industrie, Philippe Joseph Henri Lemaire, bronze (1854)
- Le Scapulaire, Agathon Léonard, marbre (1891)
- Le Vœu, Agathon Léonard, bronze (vers 1898)
- Sainte Cécile, Agathon Léonard, bas-relief en bronze, métal, alliage (vers 1888)
- Camulogène, Eugène-Louis Lequesne, plâtre (1872)
- La Pensée, Gustave Michel, pierre lithographique (1896)
- Hermaphrodite, François Milhomme, marbre (1808)
- La Proie, Émile Peynot marbre (1888)
- Le Premier pas, Henri Honoré Plé, bronze
- Sarah, Joseph-Michel-Ange Pollet, marbre (1857)
- Vanité, François Pompon, plâtre
- Satyre et bacchante, James Pradier, plâtre surpeint (vers 1833)
- Frère et sœur, Auguste Rodin, bronze (1890)
- Pallas au Parthénon, Auguste Rodin, bronze (vers 1896)
- Faunesse debout, Auguste Rodin, marbre
- L'Ange déchu, Auguste Rodin, marbre
- L'Ombre, Auguste Rodin, bronze
- Les Bourgeois de Calais, Auguste Rodin, bronze
- Indifférence, Alfred Philippe Roll, terre cuite
- L'Art étrusque, Jean-Louis-Désiré Schrœder, plâtre patiné bronze (1872)

## XXesiècle
- Pénélope, Antoine Bourdelle, bronze (1909)
- Tête de femme, Antoine Bourdelle, masque de terre cuite vernissé (1910)
- Pax, Edgar Boutry, marbre
- Athlète, Gerard Choain, bronze
- Maquette de la partie supérieure de la façade de l'immeuble de la Voix du Nord, Robert Coin, plâtre
- Obsession, Alphonse-Amédée Cordonnier, marbre blanc et bois d'acajou (1900)
- Le Baiser, Gustave Crauk, plâtre (vers 1901)
- Monument aux fusillés, Félix Desruelles, esquisse en plâtre
- Monument aux fusillés, Félix Desruelles, bronze tiré à partir de l'esquisse en plâtre
- La Forme se dégageant de la matière, Gustave Michel, marbre (1902)
- Apollon et les muses, Émile Morlaix, plâtre original
- La Toilette de Vénus ou Le Réveil, Auguste Rodin, marbre (1905)
- La Sève, Gaston Watkin, pierre